# Gmina Sędziejowice
Die Gmina Sędziejowice ist eine Landgemeinde im Powiat Łaski der Woiwodschaft Łódź in Polen. Sie hat etwa 6350 Einwohner und ihr Sitz ist das Dorf Sędziejowice mit 630 Einwohnern.

## Geographie

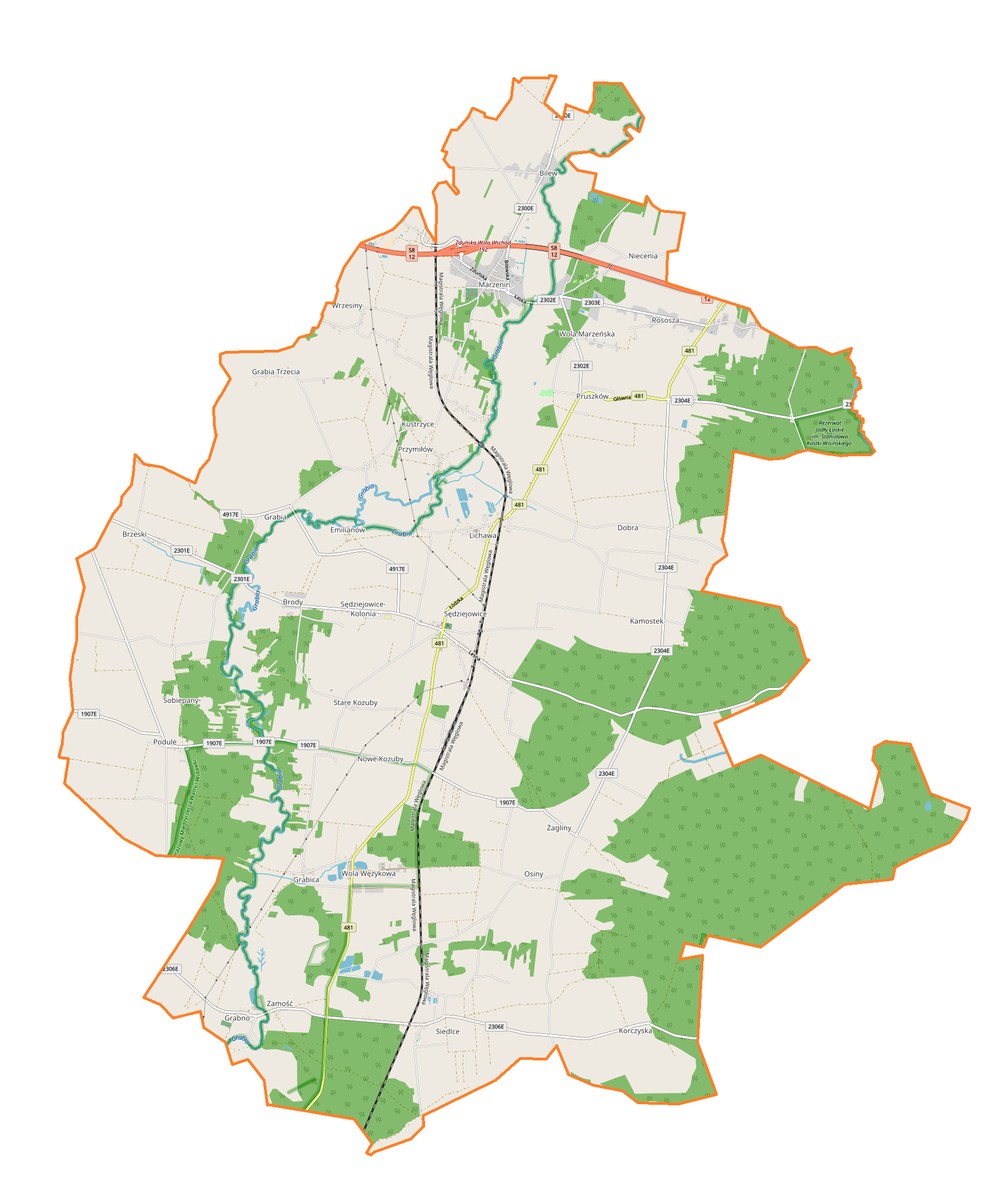
Karte der Gemeinde

Die Gemeinde liegt in der Mitte der Woiwodschaft. Die Kreisstadt Łask (deutsch Lask) liegt fünf Kilometer, Łódź (Lodz) 40 Kilometer und Warschau 150 Kilometer nordöstlich. Nachbargemeinden sind im Powiat Łaski Łask im Norden, Buczek im Osten und Widawa im Süden, im Powiat Bełchatowski Zelów im Südosten sowie im Powiat Zduńskowolski Zapolice im Südwesten, die Stadtgemeinde Zduńska Wola im Westen und die Landgemeinde Zduńska Wola im Nordwesten. Die Gemeinde hat eine Fläche von 120 km², von der 64 Prozent land- und 27 Prozent forstwirtschaftlich genutzt werden. Ihr Gebiet ist mit 53 Einwohnern/km² dünn besiedelt. Die Grabia durchzieht das Gemeindegebiet. Sie entwässert über die Widawka in die Warthe.

## Geschichte
Während der deutschen Besetzung Polens im Zweiten Weltkrieg kam das Gemeindegebiet bis 1945 zum Landkreis Lask im Reichsgau Wartheland. Für kurze Zeit wurden die Orte umbenannt.
Die Landgemeinde Sędziejowice entstand 1931 aus der Landgemeinde Wola Wężykowa und wurde 1954 in Gromadas zerschlagen. Sie wurde zum 1. Januar 1973 im Powiat Łaski alten Zuschnitts in der ehemaligen Woiwodschaft Łódź wieder gebildet. Von 1975 bis 1998 gehörte die Gemeinde zur Woiwodschaft Sieradz. Der Powiat war in dieser Zeit aufgelöst. Die Landgemeinde kam 1999 an den Powiat Łaski der Woiwodschaft Łódź im gegenwärtigen Gebietszuschnitt. Wójt ist seit den Kommunalwahlen 2018 Dariusz Cieślak.

## Gliederung
Zur Landgemeinde (gmina wiejska) Sędziejowice gehören die 25 folgenden Dörfer mit Schulzenamt (sołectwo), denen weitere Orte ohne Schulzenamt zugeordnet sind:
Bilew
Brzeski
Dobra
Grabia
Grabia Trzecia
Grabica (1943–1945 Grebitz)
Grabno
Kamostek
Korczyska
Kustrzyce
Lichawa
Marzenin
Niecenia
Nowe Kozuby (1943–1945 Kospendorf)
Osiny
Podule
Pruszków
Przymiłów
Rososza
Sędziejowice (1943–1945 Sendewitz)
Sędziejowice-Kolonia
Siedlce
Sobiepany
Wrzesiny
Żagliny
Kleinere Dörfer der Gemeinde sind diesen Schulzenämtern zugeordnet: Brody zu Sędziejowice-Kolonia, Wola Marzeńska zu Niecenia, Wola Wężykowa zu Grabica und Zamość zu Grabno. Die Dörfer Nowe Kozuby und Stare Kozuby gehören zum Schulzenamt Kozuby.

## Sehenswürdigkeiten
In der nationalen Denkmalliste der Woiwodschaft sind die Kirche in Marzenin, das Schulgebäude und der Park in Pruszków, das Herrenhaus in Sędziejowice, die Turmruine in Wola Wężykowa und die Wassermühle in Wola Marzeńska eingetragen. Letztere diente als Kraftwerk und ist aktuell Sägewerk. In Brzeski und Nowe Kozuby stehen weitere Wassermühlen. Die Mühlen und weitere Baudenkmale sind Stationen eines Rad- und Wanderwegs im Tal der Grabia.

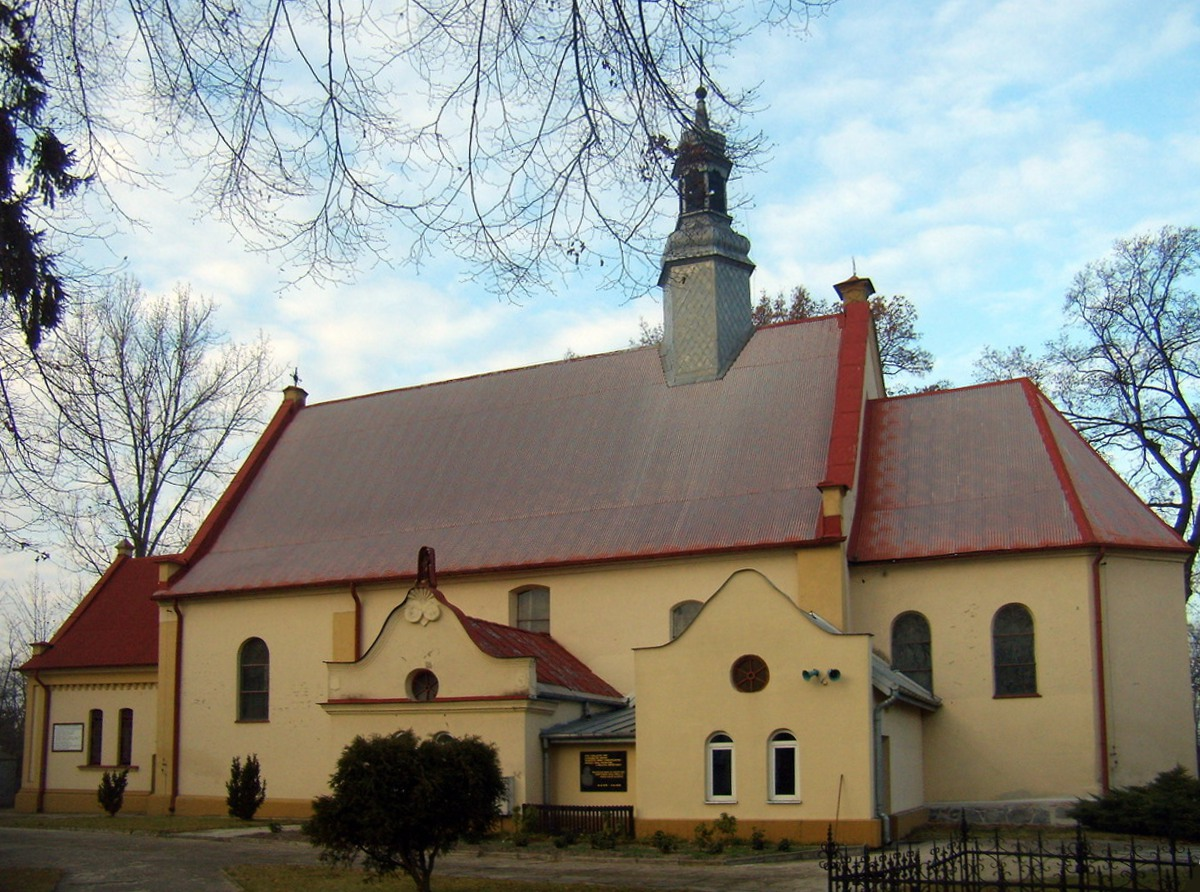
Kirche in Marzenin
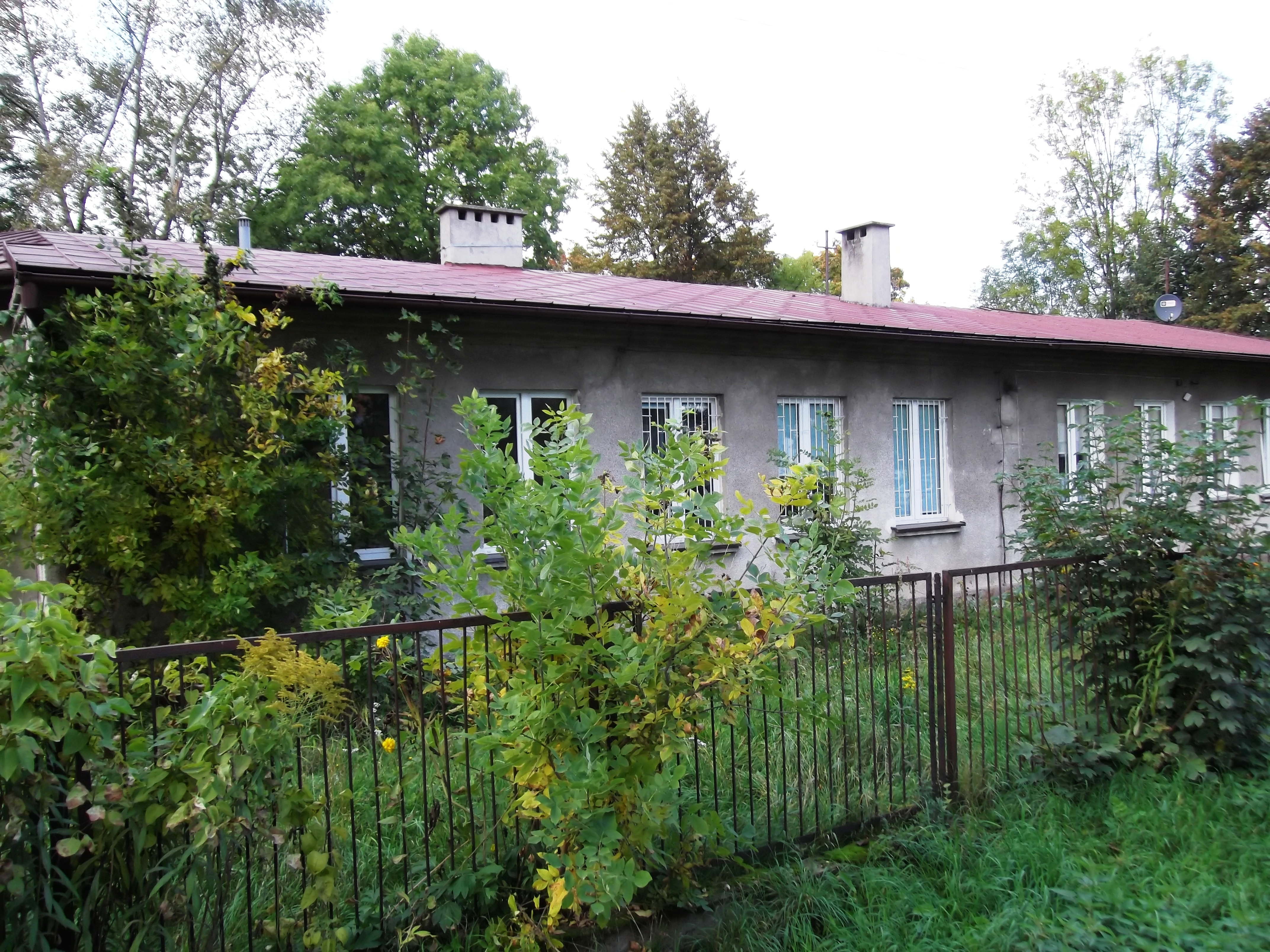
Schulgebäude in Pruszków
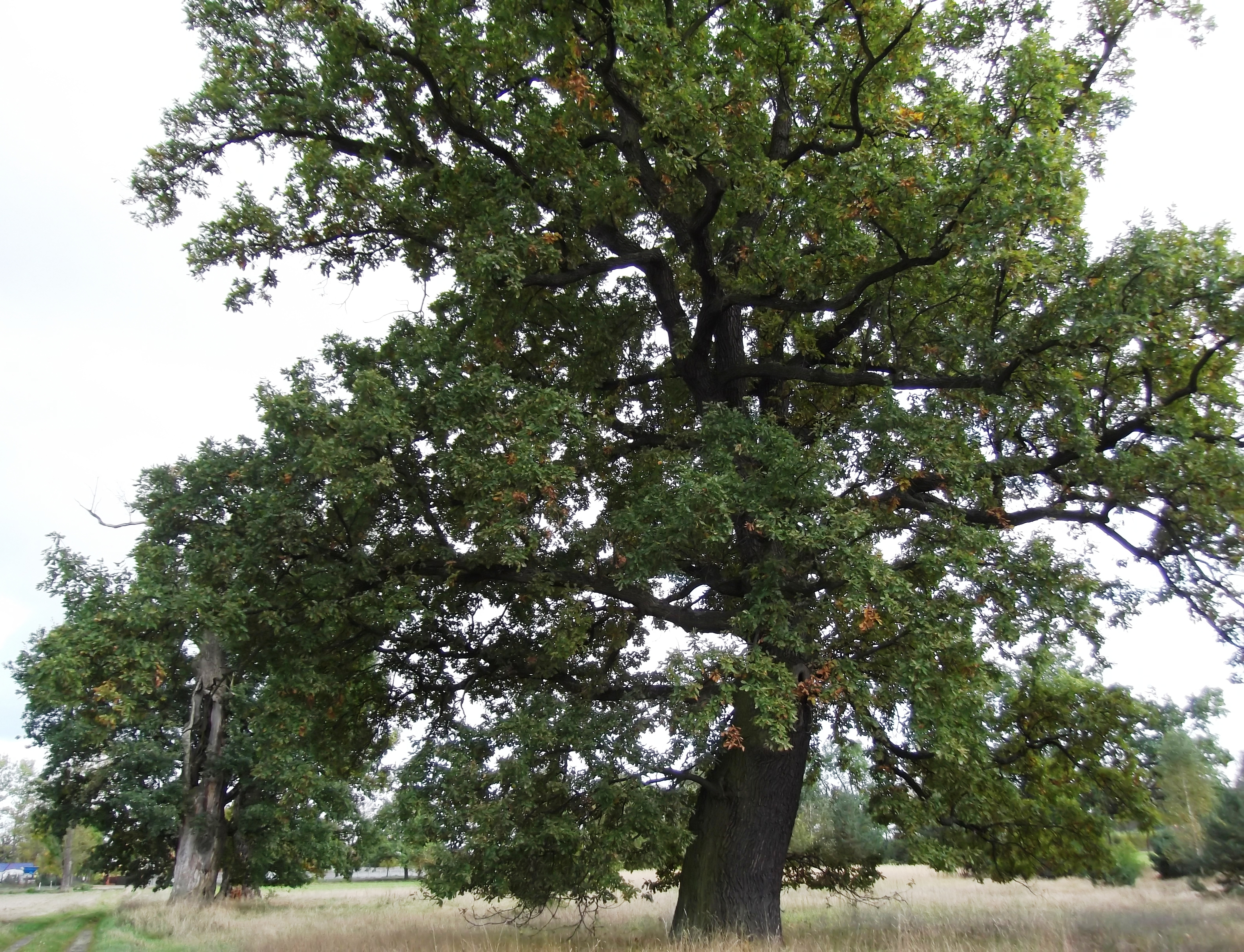
Park in Pruszków
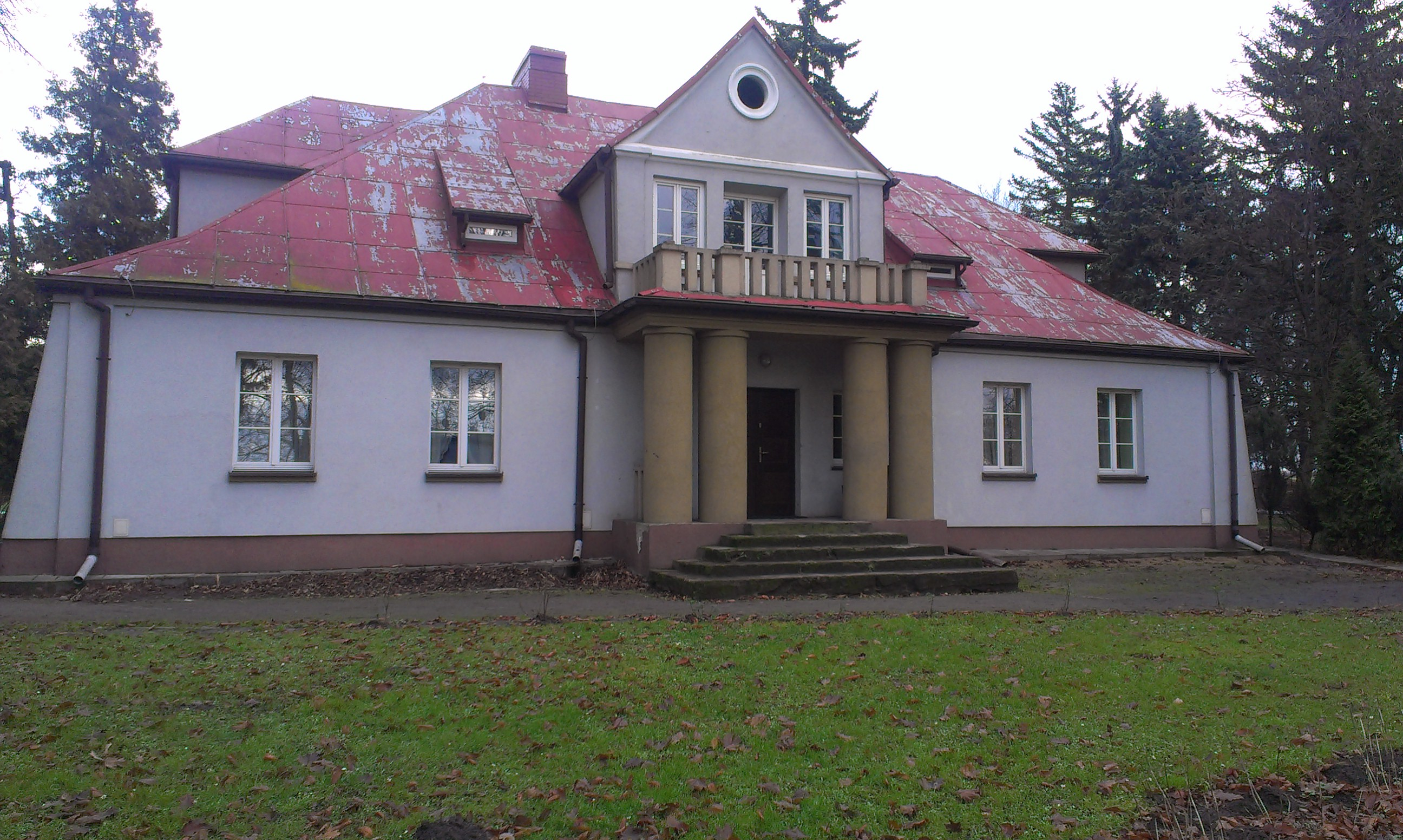
Herrenhaus in Sędziejowice
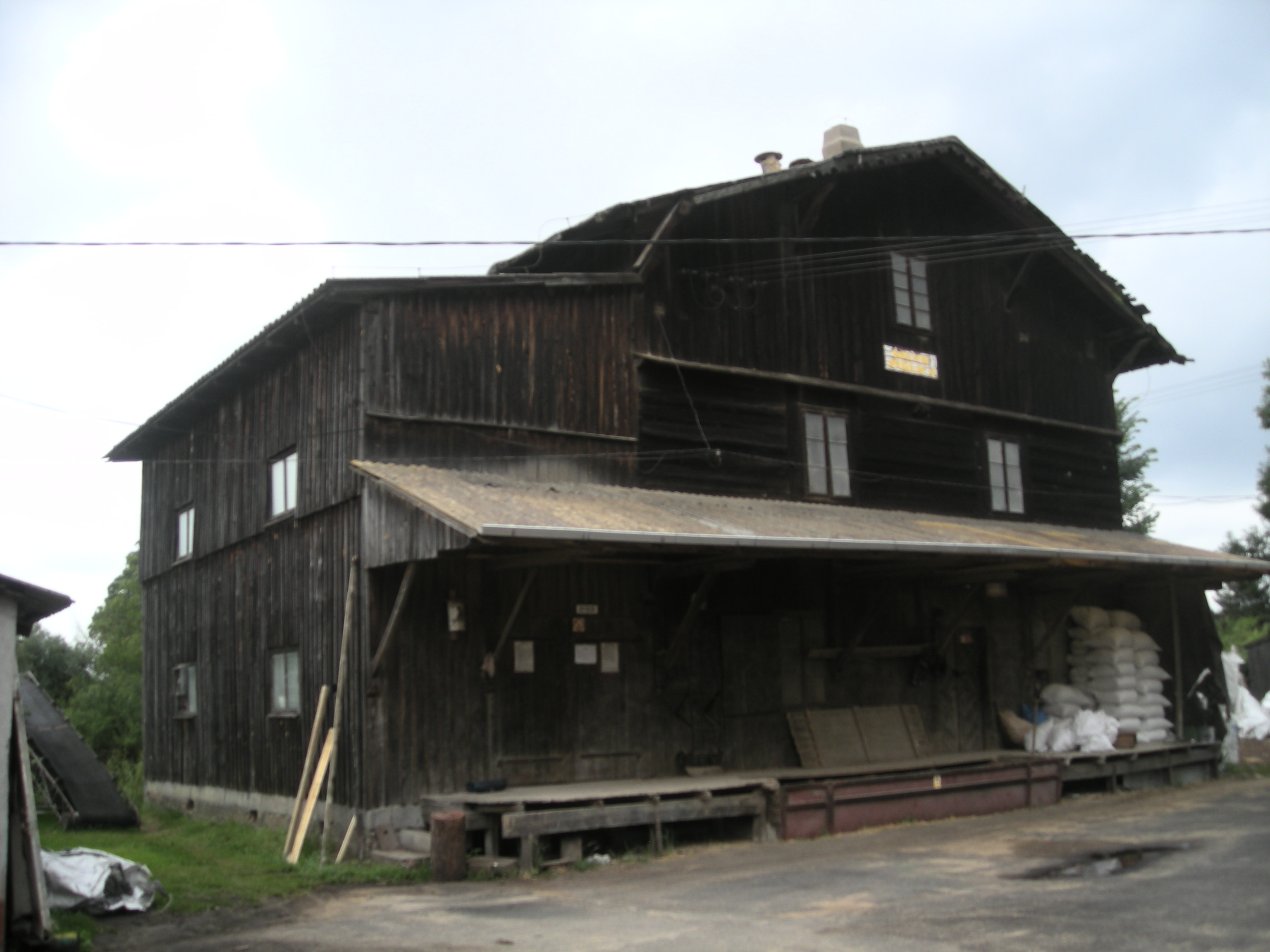
Wassermühle in Wola Marzeńska
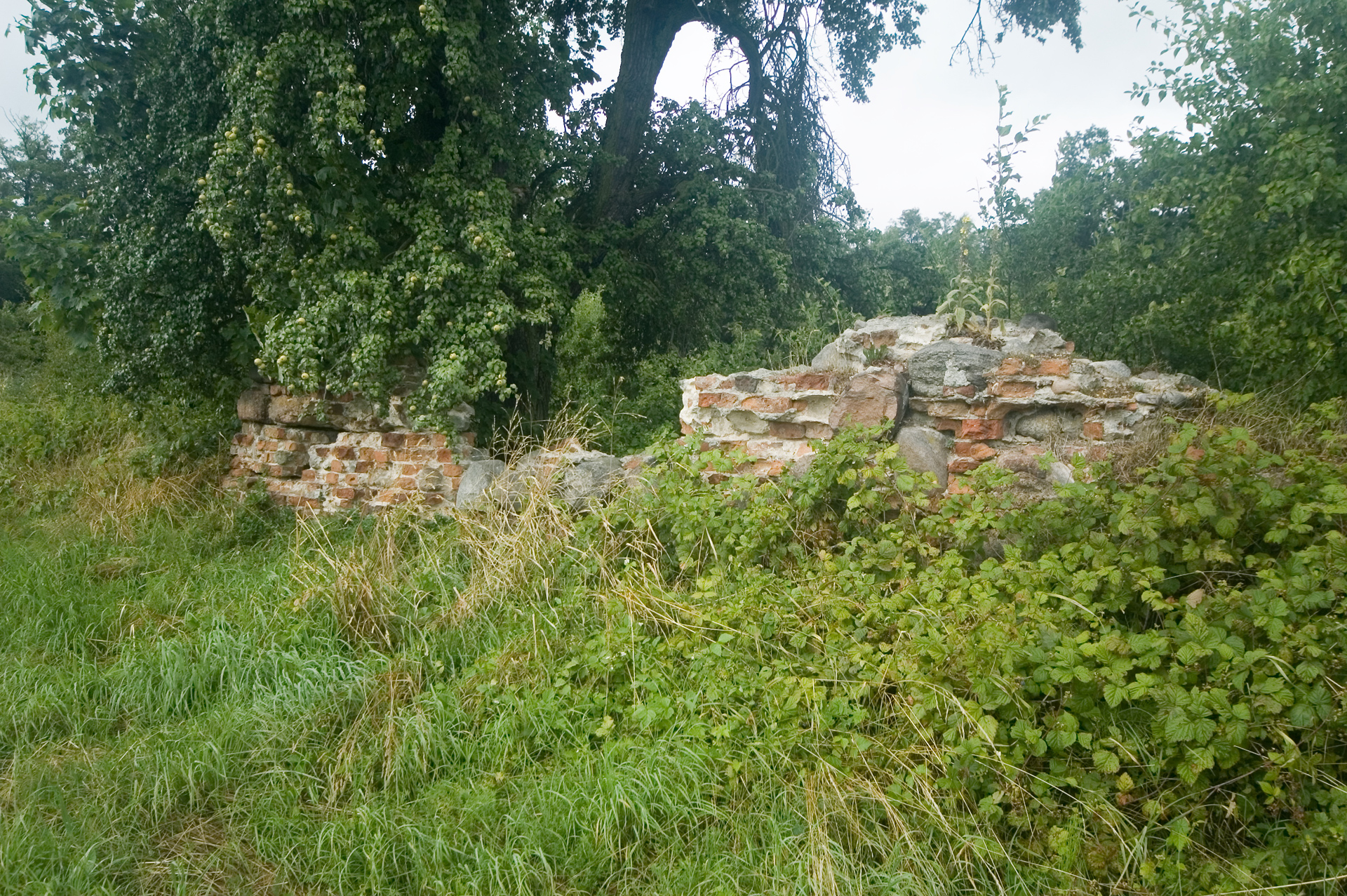
Turmruine in Wola Wężykowa
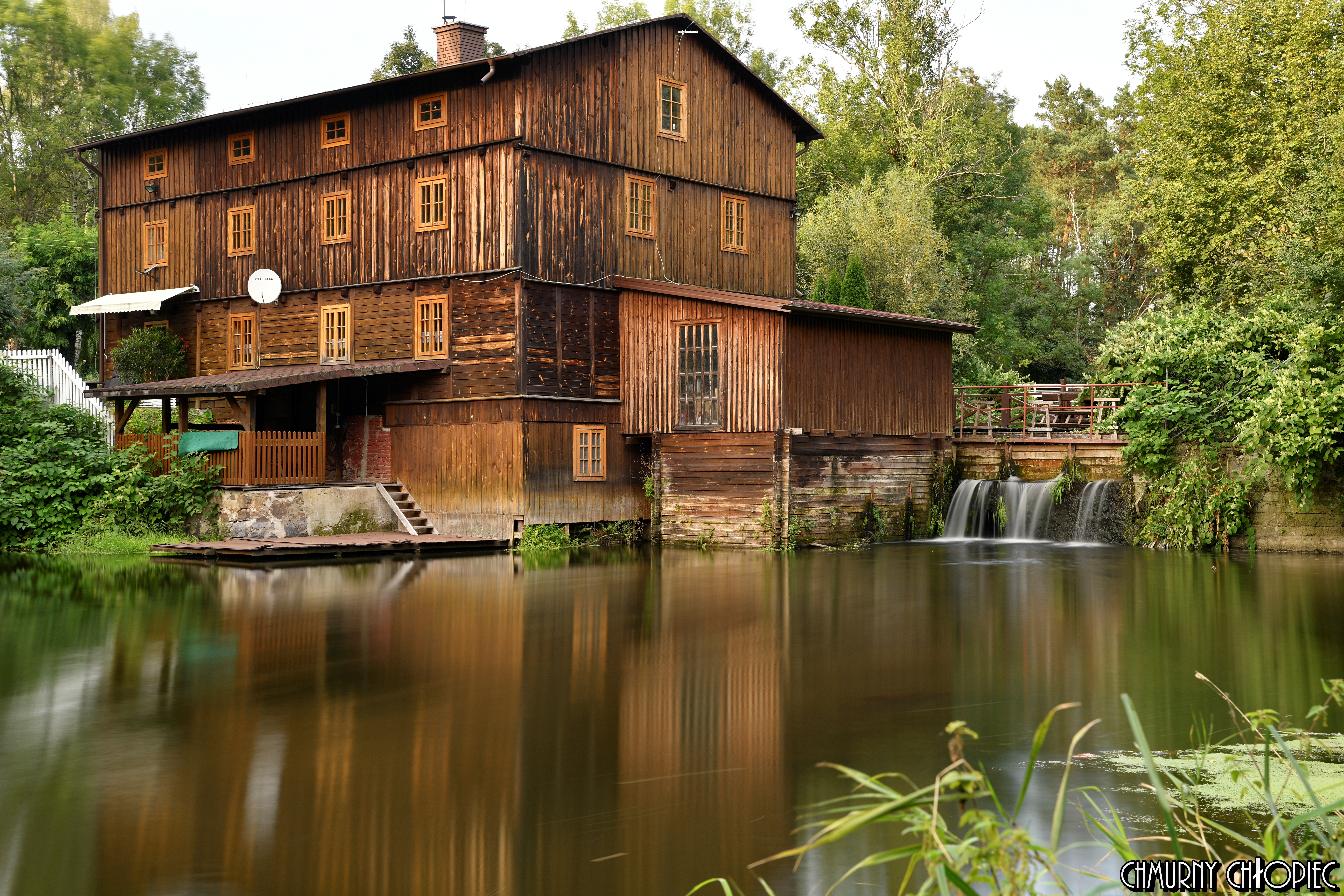
Wassermühle in Brzeski

## Verkehr

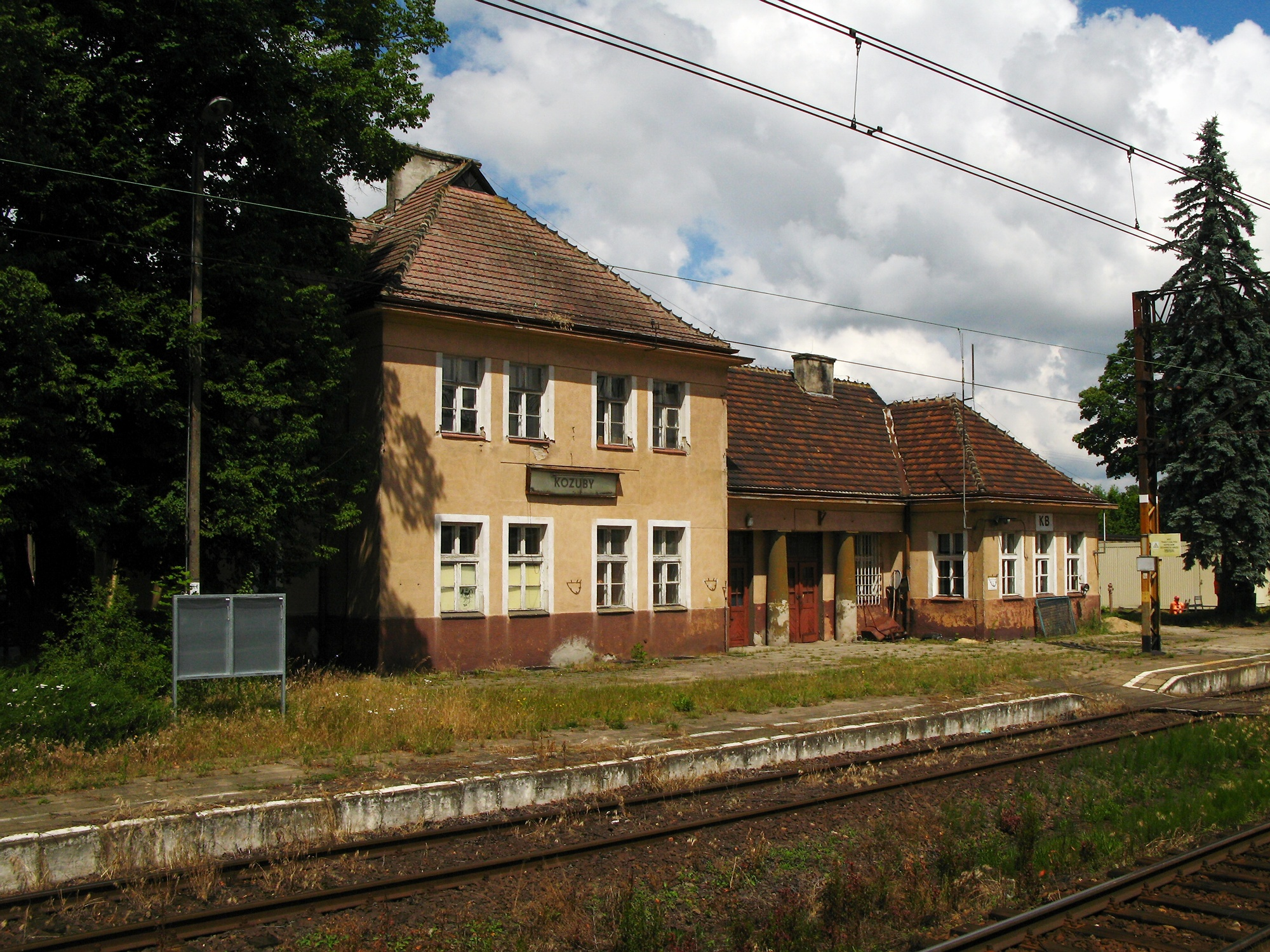
Bahnhof Kozuby, 2014

Die Schnellstraße S8/S12 verläuft durch den Norden des Gemeindegebiets. Eine Abfahrt besteht bei Marzenin. Die Woiwodschaftsstraße DW481 von der Kreisstadt Łask nach Widoradz durchzieht das Gemeindegebiet von Norden nach Süden.
Der Bahnhof Kozuby liegt an der Bahnstrecke Chorzów–Tczew (Königshütte–Dirschau, auch „Kohlenmagistrale“ – Magistrala węglowa genannt). Daneben besteht der Haltepunkt Siedlce Łaskie, während der Haltepunkt bei Kustrzyce nicht mehr bedient wird.
Der nächste internationale Flughafen ist Łódź.